# Henrik Adam Brockenhuus
Henrik Adam Brockenhuus (30. maj 1720 i Vang ved Hamar – 11. juni 1803) var en dansk godsejer, gehejmeråd og stiftamtmand, bror til Ove Frederik Brockenhuus.
Han var søn af oberst Jørgen Otto Brockenhuus og dennes første hustru og blev født 30. maj 1720; han var således omtrent jævnaldrende med kronprins Frederik (V), hvis fortrolige yndling han blev. 1744 blev han hofjunker, 1745 staldmester hos kronprinsen og kammerjunker, 1752 kammerherre, 1760 Ridder af Dannebrog, 1767 af l'union parfaite, samme år amtmand over Vordingborg Amt, 1768 gehejmeråd, 1776 stiftamtmand over Sjællands Stift, 1779 gehejmekonferensråd, 1783 Ridder af Elefanten, entlediget 1787. Han købte Jungshoved gods af kongen 1761 og forbandt det en tid lang med Nysø, som han solgte 1785.
I året 1757 ægtede han Johan Ludvig Holsteins datter Elisabeth (1737-1786). Han døde 11. juni 1803 og ligger begravet i Jungshoved Kirke i Stavreby.
Han er portrætteret 1767 af Ulrich Ferdinandt Beenfeldt (Frederiksborgmuseet) og af Jens Juel (Giesegård). Pastel af sidstnævnte 1799 på Vemmetofte. Portrætteret 1794 på Wilhelm von Haffners billede (på Jægerspris Slot) af Selskabet hos Christian VII.
| Efterfulgte: Christian Ditlev Rantzau | Amtmand over Vordingborg Amt 1767 - 1776      | Efterfulgtes af: Rudolph Bielke               |
| Efterfulgte: Eggert Christopher Knuth | Stiftamtmand over Sjællands Stift 1776 - 1787 | Efterfulgtes af: Gregers Christian Haxthausen |